# Уссурийск (станция)
Уссури́йск — узловая железнодорожная станция Владивостокского региона Дальневосточной железной дороги, находящаяся в городе Уссурийске Приморского края на Транссибирской магистрали.

## История
Участок Владивосток — Никольское Уссурийской железной дороги построен в 1893 году.

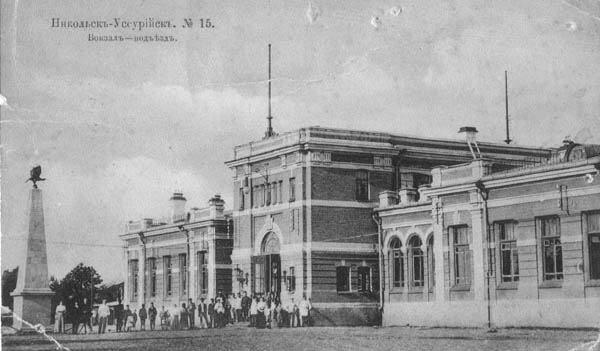
Вокзальная площадь станции Никольск-Уссурийский

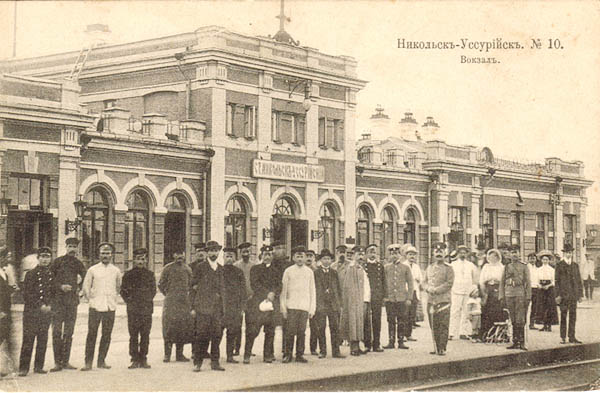
На перроне станции Никольск-Уссурийский

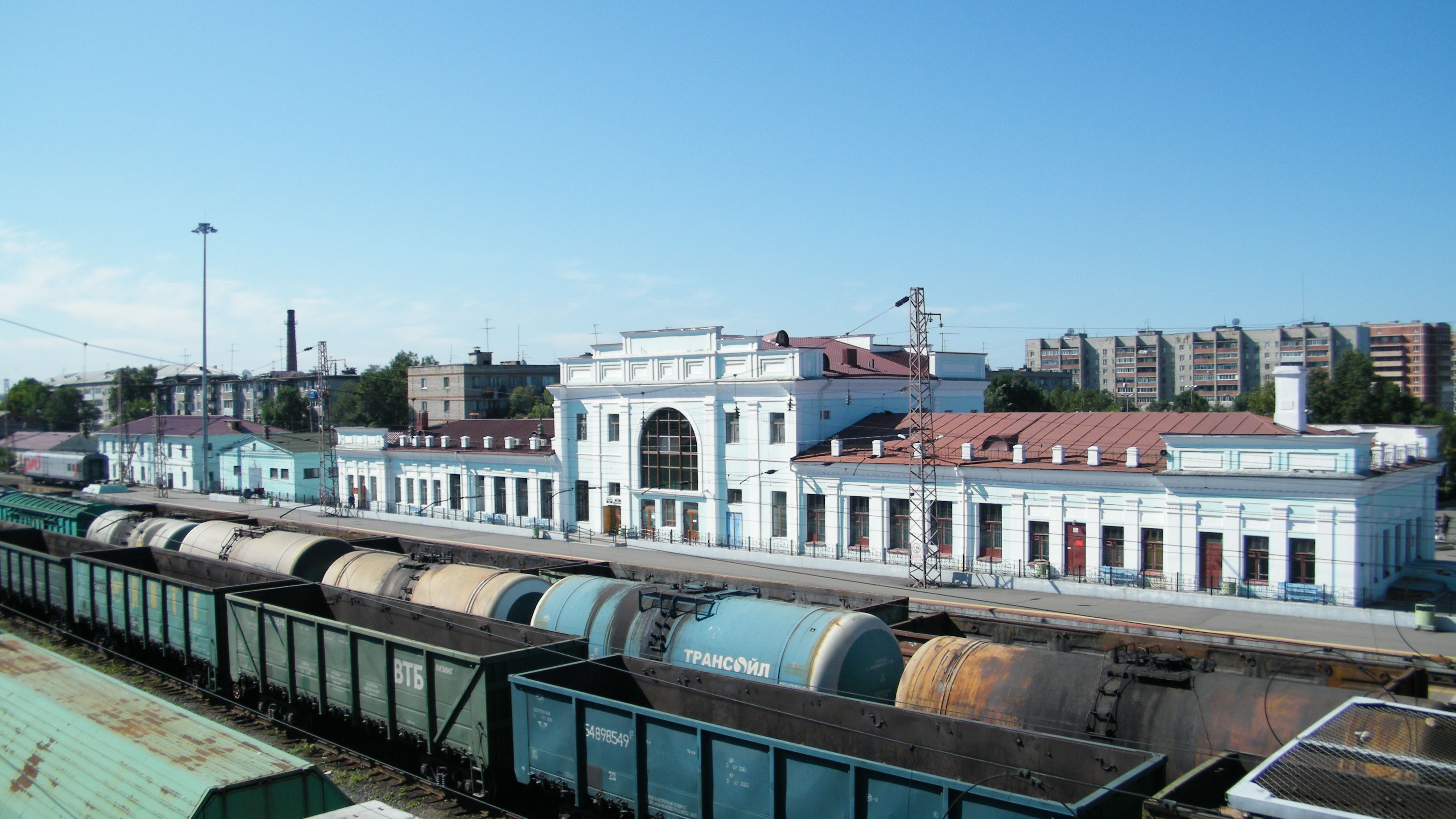
Железнодорожный вокзал, вид с пешеходного виадука

С 1939 по 1953 год станция Ворошилов-Уссурийский входила в состав Приморской железной дороги.
12 июня 1958 года станция Ворошилов-Уссурийский переименована в Уссурийск.
Участок Надеждинская — Уссурийск электрифицирован в 1963 году, участок Уссурийск — Сибирцево — в 2000 году.

## Описание станции
От станции отходит однопутная частично электрифицированная (до грузовой станции Уссурийск-II) линия в направлении станции Гродеково I (пос. Пограничный), русская колея проложена до китайской станции Суйфыньхэ (часть исторической КВЖД).
От станции Уссурийск отправляется (через Барановский) пассажирский поезд до российской пограничной станции Хасан, затем несколько вагонов по совмещённой железнодорожной колее заходят на северокорейскую территорию до станции Туманган. Как правило, в Туманган едут северокорейские рабочие, заготавливавшие лесоматериалы для своей страны в дальневосточной тайге, а также организованные группы туристов, направляющиеся в Расон. К поезду прицепляется беспересадочный вагон Москва—Пхеньян.
На станции останавливаются все пассажирские и скорые поезда. Стоянка составляет в среднем 15 минут.
Станция Уссурийск связана пригородным движением со станцией Владивосток, за сутки прибывают и отправляются четыре электропоезда.
Через станцию проходит скорый электропоезд сообщением Владивосток — Ружино (стоянка поезда — две минуты).
На станции имеется железнодорожный вокзал, локомотивное депо, вагоноремонтное депо, багажное отделение.

В прилегающем к станции Уссурийск микрорайоне (бывший рабочий посёлок Кетрицево) находится Уссурийский локомотиворемонтный завод, клуб УЛРЗ, филиал Дальневосточного государственного университета путей сообщения, Приморская государственная сельскохозяйственная академия, ряд средних учебных заведений, больница станции Уссурийск, вагонно-рефрижераторное депо, стадион «Локомотив».

## Пригородное сообщение по станции
| № поезда                  | Маршрут движения             | № поезда                  | Маршрут движения             |
| ------------------------- | ---------------------------- | ------------------------- | ---------------------------- |
| Экспресс                  | Владивосток — Ружино         | Экспресс                  | Ружино — Владивосток         |
| Пригородные электропоезда | Владивосток — Уссурийск      | Пригородные электропоезда | Уссурийск — Владивосток      |
| Пригородный электропоезд  | Владивосток — Спасск-Дальний | Пригородные электропоезда | Спасск-Дальний — Владивосток |
| Пригородный поезд         | Владивосток — Новочугуевка   | Пригородный поезд         | Новочугуевка — Владивосток   |
| Пригородный поезд         | Уссурийск — Хасан            | Пригородный поезд         | Хасан — Уссурийск            |

## Дальнее следование по станции
По графику 2020 года через станцию проходят следующие поезда:

### Круглогодичное движение поездов
| № поезда   | Маршрут движения               | № поезда   | Маршрут движения               |
| ---------- | ------------------------------ | ---------- | ------------------------------ |
| 1 «Россия» | Владивосток — Москва           | 2 «Россия» | Москва — Владивосток           |
| 5 «Океан»  | Владивосток — Хабаровск        | 6 «Океан»  | Хабаровск — Владивосток        |
| 7          | Владивосток — Омск             | 8          | Омск — Владивосток             |
| 11         | Владивосток — Самара           | 12         | Самара — Владивосток           |
| 61         | Владивосток — Москва           | 62         | Москва — Владивосток           |
| 113        | Тихоокеанская — Хабаровск      | 114        | Хабаровск — Тихоокеанская      |
| 351        | Владивосток — Советская Гавань | 352        | Советская Гавань — Владивосток |
| 651        | Пхеньян — Уссурийск            | 652        | Уссурийск — Пхеньян            |

### Сезонное движение поездов
| № поезда | Маршрут движения        | № поезда | Маршрут движения        |
| -------- | ----------------------- | -------- | ----------------------- |
| 201      | Владивосток — Хабаровск | 202      | Хабаровск — Владивосток |

## Достопримечательности
- Станционный дом культуры (Рабочий клуб им. тов. Чумака[6], построен в 1924 году), в 2000-е годы произошёл пожар, в 2013 г. реконструирован под торговый комплекс. Памятник архитектуры.
- Паровоз Ел−629, в топке которого сожжены Лазо, Сибирцев и Луцкий, установлен в сквере на просп. Блюхера рядом с домом культуры им. Чумака.
- Два памятника Ленину: на Вокзальной площади и возле детско-юношеской спортивной школы (бывший детский сектор ДК им. Чумака).
- В прилегающем к станции микрорайоне находится много зданий дореволюционной постройки.

|                                              |                                                 |                              |                 | |
| На заднем плане — Уссурийский филиал ДВГУПС. | Микрорайон станции Уссурийск, проспект Блюхера. | Рабочий клуб им. тов. Чумака | Паровоз Ел-629. | Магазину купца Балиса более 100 лет. Памятник архитектуры. Перекрёсток ул. Слободская и Воровского. |